# 上韦尔塔
韦尔塔德亚里瓦，是西班牙卡斯蒂利亚-莱昂布尔戈斯省的一个市镇。总面积33平方公里，总人口173人（2001年），人口密度5人/平方公里。